# Tassadia ovalifolia
Tassadia ovalifolia är en oleanderväxtart som först beskrevs av Fourn., och fick sitt nu gällande namn av J. Fontella Pereira. Tassadia ovalifolia ingår i släktet Tassadia och familjen oleanderväxter. Inga underarter finns listade i Catalogue of Life.